# Кульмухаметов, Энгельс Варисович
Энгельс Варисович Кульмухаметов (род. 1 октября 1951 года, село Каратавлы Салаватского район, БАССР) — российский государственный и политический деятель, депутат Государственной думы 5-го созыва по Юрюзаньскому избирательному округу №44, член фракции «Единая Россия».

## Биография
В 1974 году окончил фaкультет автоматизации производственных процессов Уфимского нефтяного института по специальности «инженер-механик по автоматизации».
С 1974 по 1976 год проходил воинскую службу в рядах Советской Армии в должности командира взвода.
С 1976 проживает в городе Уфа. Сначала работал инженером центральной лаборатории автоматики и телемеханики Управления Урало-Сибирскими магистральными нефтепроводами, затем с 1978 был назначен вторым секретарём Советского районного комитета ВЛКСМ. С 1980 года стал инструктором Советского районного комитета КПСС. В 1981 году получил должность первого секретаря Уфимского городского комитета ВЛКСМ.
В 1988 году окончил Академию МВД СССР в городе Москва и поступил на работу в МВД Башкирии на должность заместителя начальника отдела службы общественной безопасности. В 1993 году стал начальником Управления вневедомственной охраны. С 1994 года директор Департамента налоговой полиции по Республике Башкирия, с 1995 года — начальник Управления Федеральной службы налоговой полиции по Республике Башкирия.
В 2002 году был назначен заместителм премьер-министра Башкирии, в 2002 году — Главный Федеральный инспектор Аппарата полномочного представителя Президента Российской Федерации в Приволжском федеральном округе. В 2007 году стал советником Президента Башкирии. В 2007 году назначен секретарём Политического совета Башкортостанского регионального отделения Всероссийской политической партии «Единая Россия», в 2012—16 директор ГУП «Санаторий „Янган-Тау“».
Энгельс Кульмухаметов с 1998 года также является председателем региональной общественной организации «Федерация биатлона Республики Башкортостан». Избирался депутатом Государственной думы Федерального Собрания Российской Федерации 5-го созыва и депутатом Курултая Башкирии 1-го, 2-го, 5-го созывов.
Генерал-лейтенант налоговой полиции (1995). Кандидат экономических наук (2007). Заслуженный юрист Башкирии (2000).

## Награды
- Орден Салавата Юлаева (2001),
- Орден Дружбы народов (2011),
- Орден «За заслуги перед Республикой Башкортостан» (2016),
- Медаль «За трудовую доблесть» (1986),
- Медаль ордена «За заслуги перед Отечеством» 2-й степени (1997),
- Знак «За отличную службу в МВД» (1989),
- Знак «Почётный сотрудник налоговой полиции» (1996),
- Почётная грамота Республики Башкортостан (2000),
- Почётная грамота Курултая Республики Башкортостан (2006),
- Почётная грамота Правительства Республики Башкортостан (2006),
- Почётная грамота Государственной думы Федерального Собрания Российской Федерации (2011),
- Почётная грамота МВД РФ (2011).